# 李奇珍
李奇珍（1577年12月24日—17世紀），字元重，號四可，貫浙江嘉兴府嘉善縣，明朝政治人物。

## 生平
李奇珍屬民籍，出身县学附学生，治《书经》，萬曆二十二年（1594年）甲午科浙江乡试第九十名，二十六年（1598年）戊戌科會試第六十六名，未殿試，到二十九年（1601年）辛丑科会试第六十名，成三甲第二十四名進士。吏部觀政，授福建長樂知縣，三十六年行取兵部主事，三十七年填補武选司，三十八年考选，授官兵科给事中，四十二年管工程，给假省親。四十六年補原职，任山東鄉試主考官，四十八年升户科都給事中，天啓元年（1621年）升太常寺少卿，六年丁憂。

## 家族
曾祖李世芳，祖李鑑（寿官），父李友春，母俞氏。具庆下。弟李奇玉，崇祯元年进士。娶滕氏，继娶张氏。